# Meniscomorpha culiota
Meniscomorpha culiota là một loài tò vò trong họ Ichneumonidae.